# International immunogenetics information system
 (février 2014).
 (février 2014).

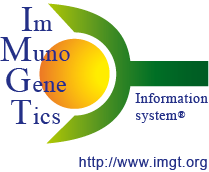
logo IMGT

The international ImMunoGeneTics information system (IMGT) (Université Montpellier 2 et CNRS) est un ensemble de logiciels dédié à l'immunologie (immunogénétique et immunoinformatique).

## Utilisation
IMGT est utilisé par des scientifiques et industriels, en recherche fondamentale, médicale (maladies auto-immunes et infectieuses, SIDA, leucémies, lymphomes, myélomes) et vétérinaire, en génomique (diversité des génomes et évolution du SI adaptatif), pour les diagnostics (détection et suivi des maladies résiduelles), en biotechnologie relative à l'ingénierie des anticorps et dans les approches thérapeutiques (greffes, immunothérapie, vaccinologie). IMGT est spécialisé dans les séquences, structures et données génétiques des IG, TR, CMH des vertébrés, des protéines des superfamilles IgSF et MhcSF et du système immunitaire (SI).
IMGT comprend des bases de données, des ressources Web et des outils interactifs.

## Historique
Créé par Marie-Paule Lefranc (Université de Montpellier et CNRS), en 1989, un prototype du système d'information en ImMunoGénéTique a été développé en France pour les séquences des immunoglobulines et récepteurs T (LIGM-DB) par le Laboratoire d'ImmunoGénétique Moléculaire (LIGM, CNRS, Université de Montpellier, Montpellier), en collaboration avec le Centre National Universitaire Sud de Calcul (CNUSC, Montpellier, Sophie Creuzet et Denys Chaume) et le Laboratoire d'Informatique, de Robotique et de Micro-électronique de Montpellier (LIRMM, CNRS, Université Montpellier 2, Montpellier, Isabelle Mougenot et Patrice Dehais).
En 1992, la base de données devient véritablement européenne avec la collaboration de l'EMBL (Rainer Fuchs), l'IFG (Werner Müller), l'ICRF (Julia Bodmer) et l'obtention d'un financement BIOMED1 (BIOCT930038) de l'Union Européenne.
Depuis juillet 1995, MGT/LIGM-DB est disponible sur le serveur Web du CINES à Montpellier. 
La première démonstration en ligne a été réalisée à l'occasion du 9e Congrès International d'Immunologie à San Francisco, États-Unis (23-29 juillet 1995). IMGT/MHC-HLA, pour les séquences MH1 et MH2 (ou HLA) de l'homme, maintenu par l'ANRI, Londres, est disponible sur le serveur de l'EBI depuis décembre 1998.
IMGT a l'honneur en 1999, pour son 10e anniversaire, de faire la couverture de l'édition Nucleic Acids Research Database (Janvier 1999).
IMGT a poursuivi son développement dans le cadre d'un financement du 5e PCRDT de la Communauté européenne, QLG2-2000-01287 (collaboration entre LIGM, EMBL-EBI, Cancer Research UK, EUROGENTEC et BPRC). IMGT a ensuite été partenaire d'ImmunoGrid, 6e PCRDT de l'Union Européenne (IST-2004-028069). Depuis 2008, IMGT fait partie d'ELIXIR (European Life sciences Infrastructure for Biological Information).

## Localisation
Le système d'information IMGT est localisé au Laboratoire d'Immunogénétique Moléculaire (LIGM), Institut de Génétique Humaine du Centre National de la Recherche Scientifique (CNRS), Montpellier, France. Les ressources HPC d'IMGT/HighV-QUEST sont hébergées au Centre Informatique National de l'Enseignement Supérieur.

## Direction
Le Laboratoire d'immunogénétique Moléculaire (LIGM) (Marie-Paule Lefranc et Gérard Lefranc), Université Montpellier 2, CNRS UPR 1142, IGH, est impliqué depuis plus de trente ans en génétique, structure et fonction du polymorphisme des immunoglobulines (IG) et des récepteurs T (TR).
La contribution scientifique de LIGM est démontré par des publications dans des revues internationales, des communications, des invitations à des congrès et séminaires, l'isolement de 40 sondes génomiques. Ces sondes, publié par l'ATCC (American Type Culture Collection), le CCIR (japonais Cancer Research Resources Bank) et l'ICRF (Imperial Cancer Research Fund, Centre de ressources génétiques), sont utilisées par de nombreux laboratoires à l'étranger, pour la recherche fondamentale et les applications cliniques. Certaines de ces sondes sont de puissants outils pour la caractérisation des cellules B et T, l'analyse de la clonalité dans les leucémies et les lymphomes, et le suivi thérapeutique (maladies résiduelles). 134 séquences génomiques ont été envoyées aux bases de données EMBL/GenBank.
En 1989, LIGM initie IMGT/LIGM-DB, la première base de données spécialisée et intégrée sur les immunoglobulines (IG) et les récepteurs T (TR).
Depuis mai 2000, et en raison de l'expansion considérable et le succès de IMGT, the international ImMunoGeneTics information system, l'activité scientifique de LIGM a été principalement consacrée à la recherche et au développement d'IMGT.

## Rattachement et affiliation

### International
- Marque déposée du CNRS (France, Union Européenne, Canada et États-Unis).
- Membre institutionnel de l'International Medical Informatics Association (IMIA) depuis 2006.
- Participant au projet European Life sciences Infrastructure for Biological Information (ELIXIR).
- HON Certification (depuis juillet 1999).
- Guide Européen de l'innovation.

### National
- Membre du GIS Infrastructures Biologie Santé et Agronomie (IBiSA), Coordination des Plates-Formes de Recherche en Sciences du Vivant, depuis la création du GIS en 2007.
- Membre du Réseau National des plates-formes Bio-informatique (ReNaBi).
- Membre du GDR CNRS no 3003 Bio-informatique Moléculaire (BiM).
- Membre du GDR CNRS no 3260 Anticorps et ciblage thérapeutique ACCITH (2009-2012).
- Plate-forme de recherche Bio-informatique RIO (Plate-forme RIO) à l'échelon national dans le cadre de la concertation inter organismes entre l'INSERM, le CNRS, le CEA et l'INRA, depuis la création de RIO en 2001 et jusqu'en 2007, date de création du GIS IBiSA.

### Inter-régional
- Plate-forme bio-informatique du Cancéropôle Grand Sud-Ouest (GSO).

### Régional
- CNRS, Délégation Régionale Languedoc-Roussillon, DR13.
- Université Montpellier 2 depuis la création d'IMGT en 1989 (Plan Pluri formation 1999-2009).
- Grand Plateau Technique pour la Recherche Région (GPTR) Languedoc-Roussillon, depuis la création des GPTR en 2005. PDF
- Plate-forme bio-informatique de la Génopôle Montpellier Languedoc-Roussillon.
- Membre du GIS Génopôle Montpellier Languedoc-Roussillon (jusqu'en 2007, date de création du GIS IBiSA).

## IMGT.org

### Bases de données

#### Bases de données de séquences
IMGT/LIGM-DB
- LIGM, Montpellier, France. 
  - Contient plus de 175 425 séquences d'IG et de TR de 346 espèces de vertébrés.
  - lien beta version

IMGT/MH-DB
- ANRI, BPRC, hosted at EBI
  - Sequences of the human MH (HLA)
  - lien

IMGT/PRIMER-DB
- (doc) LIGM, Montpellier, France
  - Oligonucleotides (primers) of IG and TR from 11 species (1 864 entries)
  - lien

IMGT/CLL-DB
- (bylaws) LIGM, Montpellier, France
  - IG sequences from CLL, an initiative of the IMGT/CLL-DB group
  - lien

#### Bases de données de gènes
IMGT/GENE-DB
- LIGM, Montpellier, France 
  - lien beta version

#### Bases de données de structures 3D et 2D
IMGT/3Dstructure-DB
- LIGM, Montpellier, France
  - 3D structures (IMGT Colliers de Perles) of IG antibodies, TR, MH and RPI (2 802 entries)
  - Source: PDB, INN, Kabat
  - lien

#### Bases de données d'anticorps monoclonaux
IMGT/mAb-DB
- (doc) LIGM, Montpellier, France
  - Monoclonal antibodies (IG, mAb) and fusion proteins for immune applications (FPIA) (457 entries)
  - lien

### Ressources Web
- IMGT Repertoire (représentations de locus, tableaux de gènes, alignements d'allèles, représentations 2D (ou IMGT Colliers de Perles), représentations 3D)
- IMGT Scientific chart (règes de la charte scientifique)
- IMGT Index (un index référentiel)
- IMGT Bloc-notes (beaucoup de liens externes)
- IMGT Education (pages éducatives)
- IMGT Posters and diaporama
- The IMGT Medical page (informations sur les principales pathologies)
- The IMGT Veterinary page
- The IMGT Biotechnology page
- The IMGT Immunoinformatics page (liens vers des bases de données, des outils et des ressources sur les immunoglobulines (IG) ou des anticorps, les récepteurs des cellules T (TR) et majeur d'histocompatibilité (MH).)

### Outils interactifs

#### Analyse de séquences
- IMGT/V-QUEST (doc) (sequence alignment software for IG and TR)
- IMGT/HighV-QUEST (doc) (NGS High-Throughput analysis of IG and TR)
- IMGT/JunctionAnalysis (doc) (for human and mouse IG and TR)
- IMGT/Allele-Align
- IMGT/PhyloGene (doc)
- IMGT/DomainDisplay (doc) (Amino acid sequences)

#### Analyse de gènes
- IMGT/LocusView, IMGT/GeneView, IMGT/GeneSearch, IMGT/CloneSearch (doc) (for human IGK, IGL, IGH, TRA/TRD, TRB, TRG, mouse TRA/TRD and human MH)
- IMGT/GeneInfo (doc) (TIMC and ICH, Grenoble; LIGM, Montpellier)
- IMGT/GeneFrequency (doc)

#### Analyse de structures 3D et 2D
- IMGT/DomainGapAlign (doc)
- IMGT/Collier-de-Perles (doc)
- IMGT/DomainSuperimpose
- IMGT/StructuralQuery (doc)

## Certification
IMGT est labellisé Plateforme de bioinformatique RIO (2001), IBiSA (depuis 2007), Grand Plateau Technique pour la Recherche et l'Innovation Languedoc-Roussillon (depuis 2005), Cancéropôle Grand Sud-Ouest, ReNaBi, GDR CNRS : BiM, ACCITH, Labex MabImprove, Membre academique institutionnel de l'Association Internationale d'Informatique Médicale (IMIA) (depuis 2006).
Le système de gestion de la qualité de IMGT Montpellier France a été approuvé par Register Quality Assurance France SAS de Lloyd à la norme de système de management de la qualité suivant: ISO 9001:2008